# Let It Happen
"Let It Happen" is een nummer van de Australische psychedelische rockband Tame Impala, geleid door gitarist en zanger Kevin Parker. Het kwam uit op 11 maart 2015 als eerste single van het album Currents, het derde studio-album van de band. In thuisland Australië bereikte de single de 84ste positie en in Frankrijk was de 153ste positie de hoogste notering.
In Nederland werd de single regelmatig gedraaid op Radio 538, Qmusic, NPO Radio 2 en NPO 3FM, maar bereikte  de Nederlandse Top 40, Mega Top 50 en de B2B Single Top 100 niet.
In België werden zowel de Vlaamse Radio 2 Top 30 als de Vlaamse Ultratop 50 niet bereikt.
Het openingslied van Currents is met bijna acht minuten ook veruit het langste lied op dit album. Het is een single, maar was oorspronkelijk niet als zodanig bedoeld vanwege de lengte. "Let It Happen" is langzaam opbouwend zonder duidelijke climax; halverwege kent het een "breekpunt", waar het eerst lijkt alsof de plaat vastloopt; vervolgens klinken voor het eerst strijkers. Het hele lied heeft een elektronisch en repetitief karakter. Er is geen duidelijk gesproken tekst: er wordt wel gezongen, maar elektronisch is dat zodanig omgevormd dat onduidelijk is wat die tekst is. Parker, zanger van Tame Impala, heeft ook nooit een concrete tekst geschreven voor het lied.

## Ontvangst
Diverse media waren positief over het lied: het tijdschrift Time plaatste "Let It Happen" op de zevende plaats in haar top 10 van 2015, en ook het Amerikaanse muziektijdschrift Rolling Stone noemde het een van de beste singles van het jaar 2015. De Nederlandse radiozender NPO 3FM riep de single in oktober 2015 uit tot Megahit van de week. Op 11 december 2015 werd het uitgeroepen tot "Song van het Jaar" door 3voor12 met "veruit de meeste stemmen". In 2015 kwam het tevens binnen in de NPO Radio 2 Top 2000.
In 2020 werd het door luisteraars van de publieke popzender NPO 3FM verkozen tot beste nummer van de 21e eeuw.

## Hitnoteringen

### NPO Radio 2 Top 2000
| Nummer met noteringen in de NPO Radio 2 Top 2000 | '15  | '16 | '17 | '18 | '19 | '20 | '21 | '22 | '23 | '24 |
| ------------------------------------------------ | ---- | --- | --- | --- | --- | --- | --- | --- | --- | --- |
| Let It Happen                                    | 1790 | 571 | 672 | 735 | 682 | 512 | 558 | 453 | 469 | 423 |

1. ↑  Een vetgedrukt getal geeft de hoogste notering aan.
2. ↑  2015 was het eerste jaar met een notering voor dit nummer.